# Stillingia
Stillingia ist eine Pflanzengattung innerhalb der Familie der Wolfsmilchgewächse (Euphorbiaceae). Die etwa 30 Arten kommen in gemäßigten bis tropischen Gebieten hauptsächlich in der Neuen Welt vor. Stillingia sylvatica wurde in der Volksmedizin genutzt.

## Beschreibung

Illustration von Stillingia sylvatica

### Erscheinungsbild und Blätter
Stillingia-Arten sind meist aufrechte, einjährige bis ausdauernde krautige Pflanzen, die Wuchshöhen von bis zu 2 Meter erreichen. Seltener sind es Halbsträucher oder Sträucher, nur Stillingia acutifolia und Stillingia oppositifolia wachsen als kleine Bäume. Der Milchsaft ist klar oder milchig. Die Pflanzenteile sind kahl.
Die meist wechselständig und an der Sprossachse relativ weit voneinander entfernten oder selten gegenständig bis wirtelig angeordneten Laubblätter sind gestielt. Die einfachen, je nach Art dünnen bis häutigen oder ledrigen (nur bei Stillingia diphtherina) bis fleischigen Blattspreiten besitzen einen glatten oder gezähnten Blattrand und an der Spreitenbasis zwei Drüsen. Die winzigen Nebenblätter sind fadenförmig und drüsig.

### Blütenstände und Blüten
Stillingia-Arten sind einhäusig getrenntgeschlechtig (monözisch). Die Blüten stehen in seiten- oder endständigen, ährigen Gesamtblütenständen zusammen. In einem zymösen Teilblütenstand gibt es nur eine männliche, aber verschieden viele weibliche Blüten. Die Hochblätter besitzen Drüsen. Die eingeschlechtigen Blüten sind mehr oder weniger radiärsymmetrisch. Es sind keine Kronblätter vorhanden. Die Kelchblätter sind meist frei. Die männlichen Blüten besitzen einen zweilappigen Kelch und zwei Staubblätter. Die Staubbeutel öffnen sich mit einem Längsschlitz. Die weiblichen Blüten besitzen drei in der Knospe überlappende Kelchblätter oder sie sind reduziert bis nicht vorhanden. Der oberständige Fruchtknoten ist selten zwei-, meist dreikammerig. Je Fruchtknotenkammer ist nur eine hängende, anatrope Samenanlage vorhanden. Die drei Griffel sind fast frei.

### Früchte und Samen
Die selten zwei-, meist dreilappigen, septizidalen Kapselfrüchte zerfallen in selten zwei, meist drei einsamige Teilfrüchte. Die Samen sind gepunktet. Der Embryo besitzt zwei breite und abgeflachte Keimblätter (Kotyledonen).

## Systematik und Verbreitung
Die Gattung Stillingia wurde 1767 von Carl von Linné in Systema Naturae, 12. Auflage, Band 2, Seiten 611 und 637 behandelt und in der als unabhängiger Anhang zu diesem Werk gleichzeitig erschienenen Carl von Linné: Mantissa Plantarum, Band 1, S. 19 unter der Autorenschaft von Alexander Garden erstbeschrieben. Ein Synonym für Stillingia Garden ex L. ist Gymnostillingia Müll. Arg. Der Gattungsname Stillingia ehrt den englischen Botaniker Benjamin Stillingfleet (1702–1771).
Johann Friedrich Klotzsch stellte diese Gattung in die Tribus Hippomaneae. Die nah verwandte Gattung Sapium (Sapium-Arten sind verholzende Pflanzen, bei denen die Kelchblätter immer verwachsen sind) wurde von einigen Autoren mal in die Gattung Stillingia gestellt und dann wieder nicht. Rogers (1951) gliederte diese Gattung in mehrere Untergattungen.
Die Gattung Stillingia gehört zur Subtribus Hippomaninae aus der Tribus Hippomaneae in der Unterfamilie Euphorbioideae  innerhalb der Familie der Euphorbiaceae.

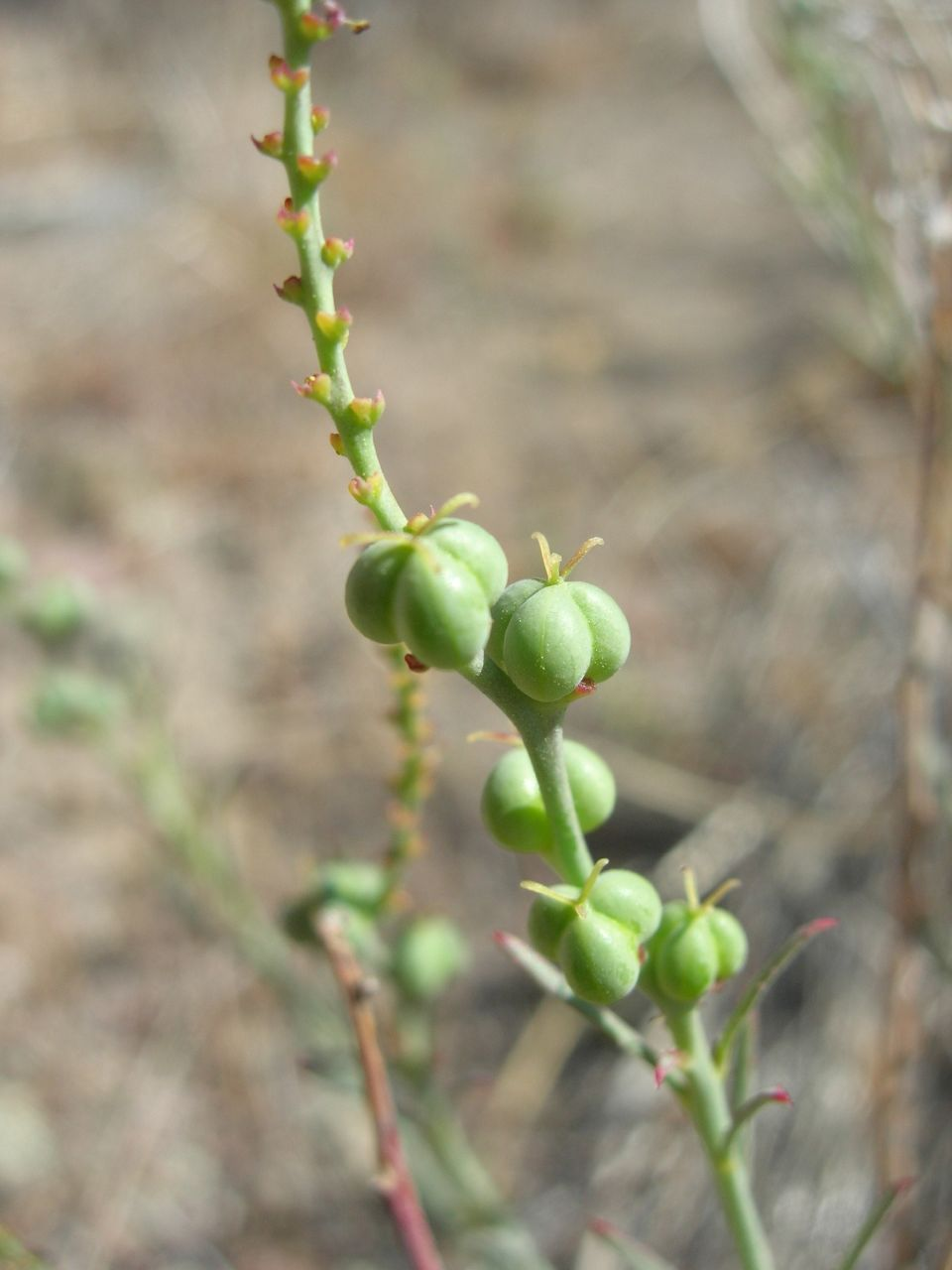
Stillingia linearifolia

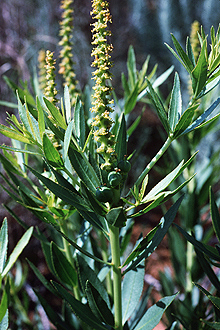
Stillingia sylvatica

Die etwa 26 Arten kommen in gemäßigten, warmen, subtropischen bis tropischen Gebieten hauptsächlich in der Neuen Welt vor. Die Ausnahmen sind: drei Arten sind in Madagaskar und eine Art auf Réunion, Mauritius, Fidschi und in Malesien heimisch. Die Arten, deren Areale dem Äquator am nächsten sind, gedeihen nur in oberen Höhenlagen. Das Verbreitungsgebiet reicht nach Norden bis zum 38. Breitengrad im südlichen Kansas und nach Süden bis in die Sierra de Cordoba in Argentinien.
Es gibt etwa 26 Stillingia-Arten:
- Stillingia acutifolia (Benth.) Benth. & Hook. f. ex Hemsl. (Syn.: Stillingia pietatis McVaugh): Es sind kleine Bäume. Die Art kommt von Mexiko bis Honduras vor.[7]
- Stillingia aquatica Chapm.: Sie ist in Georgia und Florida beheimatet.
- Stillingia argutedentata Jabl.: Sie kommt nur im östlichen brasilianischen Bundesstaat Minas Gerais vor.
- Stillingia bicarpellaris S.Watson: Sie kommt nur im nordöstlichen Mexiko vor.
- Stillingia bodenbenderi (Kuntze) D.J.Rogers (Syn.: Stillingia dusenii Pax & K.Hoffm.): Sie kommt vom südlichen und südöstlichen Brasilien bis Argentinien vor.[7]
- Stillingia dichotoma Müll.Arg.: Sie kommt nur in den brasilianischen Bundesstaaten Bahia und Rio de Janeiro vor.
- Stillingia diphtherina D.J.Rogers: Sie kommt vom südlichen Mexiko bis Honduras vor.
- Stillingia linearifolia S.Watson: Das Verbreitungsgebiet reicht vom südlichen Kalifornien, westlichen Arizona und südlichen Nevada bis zur Insel Guadalupe und den mexikanischen Bundesstaaten Baja California und Sonora.
- Stillingia lineata (Lam.) Müll.Arg.: Es gibt zwei Unterarten. Sie kommt auf Réunion, Mauritius, Fidschi und in Malesien vor.
- Stillingia oppositifolia Baill. ex Müll.Arg.: Es sind kleine Bäume.: Sie kommt im südlichen Brasilien vor.
- Stillingia parvifolia Sánchez Vega, Sagást. & Huft: Sie ist in Peru beheimatet.
- Stillingia patagonica (Speg.) Pax & K.Hoffm.: Sie ist im südlichen Argentinien beheimatet. Sie wird auch als Spegazziniophytum patagonicum (Speg.) Esser in die Gattung Spaegazziniophytum gestellt.[7]
- Stillingia paucidentata S.Watson: Sie kommt vom südöstlichen Kalifornien bis Arizona vor.
- Stillingia peruviana D.J.Rogers: Sie ist in Peru beheimatet. Die Frucht ist essbar.[7]
- Stillingia querceticola McVaugh: Sie kommt nur im mexikanischen Bundesstaat Nayarit vor.
- Stillingia salpingadenia (Müll.Arg.) Huber (Syn.: Stillingia scutellifera D.J.Rogers): Sie kommt von Bolivien bis ins nordöstliche Argentinien vor.
- Stillingia sanguinolenta Müll.Arg.: Sie kommt von Mexiko bis Honduras vor.
- Stillingia saxatilis Müll.Arg.: Sie kommt in den östlichen brasilianischen Bundesstaaten Bahia und Minas Gerais vor.

Sie kommt von Paraguay bis ins nordöstliche Argentinien (Misiones) vor.
- Stillingia spinulosa Torr.: Sie kommt vom südlichen Nevada, südöstlichen Kalifornien und südwestlichen Arizona bis in die mexikanischen Bundesstaaten Baja California del Norte und Sonora vor.
- Stillingia sylvatica L. (Syn.: Stillingia tenuis Small): Sie kommt mit zwei Unterarten in den zentralen und südöstlichen USA vor.
- Stillingia tenella (Pax & K.Hoffm.) Esser: Sie kommt von Bolivien bis Argentinien (Jujuy) vor.
- Stillingia terminalis Baill.: Sie kommt in Madagaskar vor.
- Stillingia texana I.M.Johnst.: Sie kommt von Oklahoma, New Mexico und Texas bis in den mexikanischen Bundesstaat Coahuila vor.
- Stillingia trapezoidea Ule: Sie kommt nur im brasilianischen Bundesstaat Piauí vor.
- Stillingia treculiana (Müll.Arg.) I.M.Johnst.: Sie kommt vom südlichen Texas bis ins nordöstliche Mexiko vor.
- Stillingia uleana Pax & K.Hoffm.: Sie kommt in den östlichen brasilianischen Bundesstaaten Bahia und Minas Gerais vor.
- Stillingia zelayensis (Kunth) Müll.Arg.: Sie kommt von Mexiko bis ins westliche Panama vor.